# Казатинский район
Каза́тинский райо́н (укр. Козятинський район) — упразднённая административная единица на севере Винницкой области Украины. Административный центр — город Казатин.

## География
Площадь — 1120 км² (8-е место среди районов).
Основные реки — Гуйва.

## История
Район образован в 1923 году. Согласно Указу Президиума Верховного Совета УССР от 28 ноября 1957 г. был ликвидирован Самгородокский район Винницкой области, существовавший в 1923—1925, 1939—1957 гг., а его территория вошла в состав Казатинского района той же области. 17 июля 2020 года в результате административно-территориальной реформы район вошёл в состав Хмельникского района.

## Демография
Население района составляет 40 838 человек (на 1 июня 2013 года), в том числе городское население 5 721 человек (14 %), сельское — 35 117 человек (86 %).

## Административное устройство
Количество советов:
- городских — 0
- поселковых — 2
- сельских — 32

### Населённые пункты
Количество населённых пунктов:
- городов районного значения — 0
- посёлков городского типа — 2 (Бродецкое — 2 481, Глуховцы — 3 867)
- сёл — 67
- посёлков сельского типа — 4

Всего насчитывается 73 населенных пункта.

## Известные люди
В районе родились:
- Войцеховский, Владимир Мечиславович (род. 1941) — советский и украинский спортсмен и тренер.
- Галайко, Пётр Семёнович  (1901—1971) — советский военачальник, гвардии полковник.
- Демьянюк, Иван Николаевич (1920—2012) — бывший гражданин США и СССР украинского происхождения, признанный виновным в военных преступлениях.
- Кочерга, Анатолий Иванович (род. 1947) — оперный певец, народный артист СССР (1983).
- Кулак, Василий Григорьевич (род 1947) — советский и украинский тренер, Заслуженный тренер Украины (1993).
- Кучмий, Иван Васильевич (род. 1950) — Начальник Департамента организации персонифицированного учета пенсионных прав застрахованных лиц, Пенсионный фонд Российской Федерации (1991).
- Прушковский, Владимир Геннадьевич (род. 1957) — первый проректор Запорожского национального технического университета, доктор экономических наук, профессор.